# Davor Perinović
Davor Perinović (1949.), hrvatski bosanskohercegovački liječnik i osnivač Hrvatske demokratske zajednice Bosne i Hercegovine.

## Mladost
Perinović je rođen u Zagrebu 1949. u zgradi u Ulici Bečićeve stube 2, gdje je kasnije bio ured predsjednika Hrvatske Franje Tuđmana. Njegov djed, Vladimir Perinović, profesor latinskog, izgradio je kuću u Sarajevu na dan uspostave Nezavisne Države Hrvatske. U toj kući Perinović živi danas nakon preseljenja u Sarajevo 1956. Njegov otac je bio liječnik i kao nepodoban je po kazni premješten na rad u Sarajevo 1949., tako je Perinović s majkom živio u Zagrebu sve do 1956. Neprijateljstvo prema komunističkom režimu u Perinoviću se javilo nakon preseljenja u Sarajevo. Kako je naveo, to se dogodilo zbog zabrane prodavanja borova u vrijeme Božića i zbog poginule rodbine supruge u Bleiburškoj tragediji čija tijela nikad nisu pronađena.
Nakon završenog studija medicine, Perinović je jedno vrijeme radio i u NATO-voj bolnici u Zapadnom Berlinu.

## Politička djelatnost
Na politički aganžman nagovorio ga je župnik don Ante Jelić. Perinović se do tada dvoumio između priklanjanja Marku Veselici iz Hrvatske demokratske stranke i Tuđmanu iz Hrvatske demokratske zajednice. Nakon čitanja Glasnika HDZ-a odlučio je pristupiti HDZ-u jer je bio "impresioniran plemenitim idejama njihova pokreta" kako je naveo u pismu u kojem je izrazio želju za pristupanjem. U Zagrebu se susreo s Ivanom Bobetkom, sinom generala Janka Bobetka kojeg je istom prigodom upoznao, a uskoro se sastao i s Tuđmanom. Nakon sastanka s Tuđmanom, Perinović je započeo pripreme osnivanja HDZ-a u Bosni i Hercegovini. Prvi pomagači pri toj zadaći bili su njegovi osobni prijatelji iz župe, Zdenko i Mario Milošević te Nijaz Begić; uskoro se osnivanju pridružio i Pavao Ilić te su ovi ljudi činili korijen HDZ-a u Sarajevu. Po Tuđmanovom savjetu i inzistiranju, Perinović je u rukovodstvo HDZ-a nastojao uključiti što više Muslimana jer je Tuđman tvrdio da "nema Bosne i bosanske politike bez Muslimana". Sastanci su se održavali u Perinovićevoj kući u Kelemovoj ulici. Perinovićeva kuća bila je pod prismotrom milicije, pa su često sastanke održavali i na tavanu, a također mu je prisluškivan i telefon zbog čega su rabili šifrirane poruke. Za sebe je Perinović rekao da je "jedini Srbin predsjednik hrvatske stranke." Svojom izjavom da su "bosanski fratri gori od komunista" narušio je svoj položaj u HDZ-u. Prva konvencija HDZ-a BiH održana je u Skenderiji u Sarajevu 5. rujna 1990. Na toj konvenciji Perinović je smijenjen s mjesta predsjednika HDZ-a BiH nakon samo 19 dana vodstva stranke. Perinović je kasnije putovao i u prvom hrvatskom izaslanstvu u Sjedinjene Države i Kanadu te je tom prilikom upoznao i Gojka Šuška te Josipa Manolića. Perinović je, zajedno s još nekoliko suradnika iz HDZ-a, po nalogu Tuđmana, pomogao i pri osnivanju Stranke demokratske akcije.

## Privatni život
Perinović iz prvog braka s doktoricom oftalmologije Jadrankom Piragić ima kćer Aleksandru, a u drugom braku s medicinskom sestrom Ljubicom je dobio sinove Dalibora i Danijela.[nedostaje izvor]

## Nakon rata
U suradnji s timom ortotičara Otto Bock Sarajevo, Perinović sudjeluje u istraživanjima na području konzervativne ortopedije i ortoze, s naglaskom na tretman skolioze. Problemom skolioze Perinović se bavi već 40 godina u svojoj liječničkoj karijeri. Razvio metodu uzimanja otisaka za individualnu izradu ortoze u korigiranom derotacijskom položaju. Perinovićevom metodom dolazi do korekcije rotacije kralješka i tako utječe na osnovni uzrok nastanka većine skolioza.